# KBS 1TV 청소년 드라마
KBS 1TV 청소년 드라마는 KBS 1TV에서 청소년을 대상으로 방송했던 TV 드라마 프로그램이었다.

## 작품 리스트
- 아래의 프로그램들은 KBS에서 시행 중인 2002년 금연 캠페인 시행 이전에 제작 및 방영한 작품들로 부득이하게 일부 장면에서 흡연 장면 및 담배 소품이 노출될 수 있으며 시청자 여러분들의 양해를 바랍니다.
- 아래의 프로그램들은 2002년 11월 이후에 시청 가능 연령을 표시하는 드라마 등급 제도를 의무적으로 시행하여, 현재까지 이어지고 있다.
- 2017년 3월 1일부터 TV 프로그램 등급 표시 외에 주제, 폭력성, 선정성, 언어 사용, 모방 위험 우려 등 분류 사유 표시를 의무적으로 시행하였다.

### 1980년대
- 《억척선생 분투기》 : 1981년 2월 1일 ~ 1981년 12월 21일
- 《고교생일기》 : 1983년 3월 3일 ~ 1986년 10월 31일
- 《사랑이 꽃피는 나무》 : 1987년 5월 11일 ~ 1991년 7월 3일

### 1990년대
- 《맥랑시대》 : 1991년 7월 10일 ~ 1992년 11월 3일
- 《사랑이 꽃피는 교실》 : 1994년 10월 10일 ~ 1996년 2월 26일
- 《신세대 보고 - 어른들은 몰라요》 : 1995년 2월 23일 ~ 1998년 9월 28일
- 《사랑이 꽃피는 계절》 : 1996년 3월 4일 ~ 1996년 10월 7일
- 《스타트》 : 1996년 10월 15일 ~ 1997년 10월 7일
- 《학교》 : 1999년 2월 22일 ~ 1999년 4월 13일
- 《학교 2》 : 1999년 5월 8일 ~ 2000년 2월 27일

### 2000년대
- 《학교 3》 : 2000년 3월 5일 ~ 2001년 4월 1일
- 《학교 4》 : 2001년 11월 11일 ~ 2002년 3월 31일
- 《반올림》 : 2003년 11월 29일 ~ 2005년 2월 27일
- 《반올림 2》 : 2005년 3월 6일 ~ 2006년 2월 26일
- 《반올림 3》 : 2006년 3월 5일 ~ 2007년 2월 25일
- 《정글피쉬》 : 2008년 5월 5일

### 2010년대
- 《정글피쉬 2》 : 2010년 11월 4일 ~ 2010년 12월 30일
- 《안단테》 : 2017년 9월 24일 ~ 2018년 1월 7일